# 学府路駅
学府路駅（がくふろえき、簡体字中国語:学府路站）は、中華人民共和国黒龍江省哈爾濱市南崗区にある駅。

## 利用可能な鉄道路線
- ハルビン地下鉄
  - ハルビン地下鉄1号線

## 歴史
- 2013年9月26日 開業[1]。